# Chauliodites antiquus

Chauliodites antiquus  (лат.) — ископаемый вид насекомых из семейства Chaulioditidae (отряд Grylloblattida). Пермский период (Аристово, Salarevo Formation, возраст находки 252—254 млн лет), Россия, Вологодская область (59.5° N, 38.5° E).

## Описание
Длина переднего крыла — 12,0 мм.  Сестринские таксоны: Chauliodites circumornatus, Ch. geniatus, Ch. issadensis, Ch. eskovi, Ch. afonini, Ch. ponomarenkoi. Вид был впервые описан в 2003 году российским палеоэнтомологом Д. С. Аристовым (Палеонтологический институт РАН, Москва) по ископаемым отпечаткам под первоначальным названием Tomia sennikovi.